# Sudetoněmecké povstání
Sudetoněmecké povstání bylo povstání sudetských Němců v září 1938, zčásti živelné, zčásti organizované Henleinovou fašistickou Sudetoněmeckou stranou (SdP), a na ně navazující násilí Němců proti Čechům v říjnu 1938. Událost je také označována jako henleinovský puč (resp. pokus o puč).
Rozkaz k zahájení demonstrací a provokací byl zaslán 10. září 1938 z Norimberku všem okresním organizacím SdP. Následujícího dne se na mnoha místech (například v Chebu, Liberci či Teplicích) střetli henleinovci s policisty a četníky. Večer 12. září, po skončení Hitlerova rozhlasového projevu, v němž „Vůdce“ obvinil Československo z týrání a utiskování německé menšiny, došlo k rozpoutání násilí vůči Čechům, židům a německým antifašistům v celém pohraničí. Připravované ozbrojené povstání začalo ráno 13. září. Poprvé byly vedle zraněných hlášeny i oběti na životech, jichž bylo do večera 15. září celkem 37. K částečnému potlačení povstání došlo 14. září v důsledku zavedení stanného práva, nasazení armády a posílení Stráže obrany státu (SOS). Nepokoje v pohraničí však stále pokračovaly.
Druhá fáze povstání začala 17. září, kdy na nezdařený puč navázaly aktivity tzv. Sudetoněmeckého Freikorpsu, polovojenské organizace sudetských Němců, jejímž úkolem bylo neustat v boji a provádět další teroristické akce. Podle prohlášení exilové vlády v Londýně z roku 1944 se Československo nacházelo ve válečném stavu s třetí říší od 17. září 1938, kdy byl Freikorps v Německu založen a následně byl odtud podporován. Po četných přestřelkách 20. a 21. září povstání znovu naplno propuklo 22. září, kdy nepokoje zachvátily další oblasti na Moravě a ve Slezsku. Na německé straně se na bojových, teroristických a sabotážních akcích podílela i zpravodajská služba Abwehr a jednotky SA a SS.
Československé orgány reagovaly vyhlášením ostrahy hranice. Mobilním oddílům posíleným o lehké tanky a obrněné automobily se podařilo zjednat pořádek organizovanými výpady do předpolí například na Chebsku, Frýdlantsku, Šluknovsku či Varnsdorfsku. Výsledkem byl útlum povstaleckých aktivit a s vědomím toho, co Freikorps napáchal, také dočasný útěk sudetských Němců za hranice. Po vystupňování Hitlerových požadavků následovala 23. září mobilizace, v jejímž důsledku došlo ke stažení armádních jednotek na hlavní obranná postavení a odvolání některých protipovstaleckých akcí.
Uzavřením Mnichovské dohody povstání prakticky skončilo, ale k útokům docházelo na některých místech i v říjnu, naposledy 31. října v Moravské Chrastové. Bojové akce Freikorpsu oficiálně ukončil rozkaz č. 30 z 30. září 1938, přesto henleinovci i nadále napadali ustupující Čechoslováky. Například 1. října byl jednotkám Freikorpsu vydán rozkaz „rudé a Čechy vyřídit na útěku.“ Ze strachu před Němci uprchlo ze Sudet více než 200 tisíc lidí, převážně Čechů, ale i židů a německých antifašistů.

## Příčiny a předehra k povstání

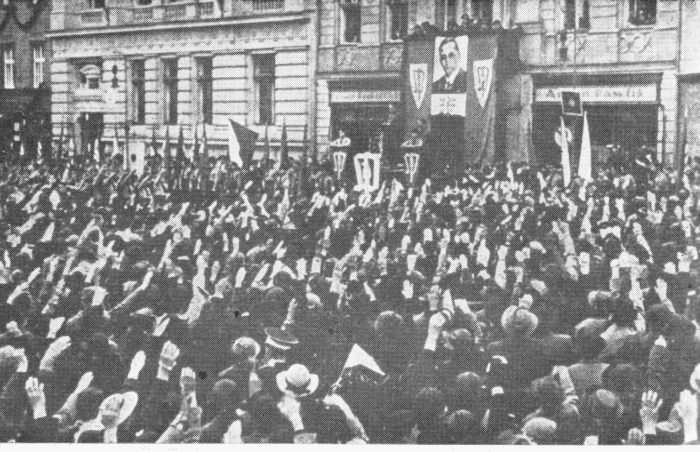
Demonstrace SdP v Liberci

Zatímco obranné plány československé armády ve 20. letech počítaly s ohrožením především ze strany Maďarska, situace v Německu vedla v letech 1932 a 1933 ke změnám v systému zajištění hranic a postupnému přesunutí hlavní pozornosti na obranu českých zemí. Kromě příprav souvisejících s mezistátním konfliktem počítaly tyto plány i s možností zapojení německého obyvatelstva do boje proti republice. Bylo proto nutné vyčlenit zvláštní pořádkové oddíly pro jednotky bránící hranice. V souvislosti se zintenzivněním protistátní činnosti Sudetoněmecké strany na konci roku 1937 bylo československým orgánům zřejmé, že dosavadní systém přestává vyhovovat. Rozkaz zemského velitele v Praze z dubna 1938 ukládal zajistit v případě potřeby pořádek v pohraničí nasazením pěchoty, jezdectva, tanků i dělostřelectva. Docházelo také k vytváření pohotovostních motorizovaných oddílů, které zřizovala armáda i četnictvo.
Německé přípravy na rozsáhlou vojenskou akci odhalila československá zpravodajská služba v srpnu 1937, načež byly analyzovány podzimní manévry wehrmachtu, ale žádná opatření nakonec nebyla přijata. Poté, co 12. března následujícího roku došlo k anšlusu Rakouska, byla předchozí nečinnost vystřídána okamžitou reakcí na nepotvrzené zprávy o dalším shromažďování německých vojsk, tentokrát u československých hranic, v podobě částečné květnové mobilizace. Hitler seznámil na zasedání v Krollově opeře dne 4. února 1938 špičky režimu s plánem na „plnění vnějších úkolů“, což bylo prezentováno jako tzv. ochrana deseti milionů Němců ve dvou sousedních státech (v Československu žilo v roce 1938 asi 3,2 milionů občanů německé národnosti). První na řadě bylo Rakousko a když se poté pozornost Německa obrátila k Československu, začal Hitler instruovat předáky Sudetoněmecké strany (SdP) ohledně protičeskoslovenské strategie.
Úsilí, které SdP v tomto směru vyvíjela již v roce 1937, bylo naplněno na schůzce Hitlera s Henleinem a K. H. Frankem dne 28. března 1938. Henlein měl jakožto Hitlerův místodržitel zajistit, že československé vládě budou kladeny záměrně nepřijatelné požadavky. Protokol o tomto jednání uvádí, že „pokyny, které vůdce dal Henleinovi, směřují k tomu, aby Sudetoněmecká strana kladla požadavky, které budou pro českou vládu nepřijatelné. Henlein shrnul vůči vůdci své pojetí takto: musíme vždy požadovat tolik, abychom nemohli být nikdy uspokojeni. S tímto pojetím vůdce souhlasil.“ Německý postup proti Československu již od počátku událostí roku 1938 počítal s částečným rozvracením státu prostřednictvím aktivit Sudetoněmecké strany, která měla plnit úlohu trojského koně uvnitř odhodlané obrany. Vlastní plán na zničení Československa dostal krycí název Fall Grün (tj. případ zelený), který Hitler schválil 28. května 1938.
Fall Grün nařizoval neprodlené zahájení příprav na konflikt s Československem a za nezbytné pro útok stanovoval vhodný vnější podnět a politické zdůvodnění. Protivník měl být zastižen na nízkém stupni připravenosti, přičemž za tímto účelem mělo dojít k vyprovokovanému incidentu následovanému bleskovou akcí. Německá armáda měla být mobilizována postupně pod rouškou běžných manévrů s datem připravenosti do 28. září. Ke dni 1. října pak bylo stanoveno vyvolání incidentu a následná vojenská akce. Z hlediska mezinárodních vztahů představovala průlom část o psychologickém vedení války (která zahrnovala také akce německé menšiny), které mělo Československo v co nejvyšší míře oslabit a rozložit zevnitř, zastrašit jeho obyvatelstvo a zlomit vůli k odporu. Neméně důležitým předpokladem byla cílená mezinárodní izolace prostřednictvím propagandistické války vedené nacistickými médii, které od března 1938 vedly štvavou protičeskoslovenskou kampaň.

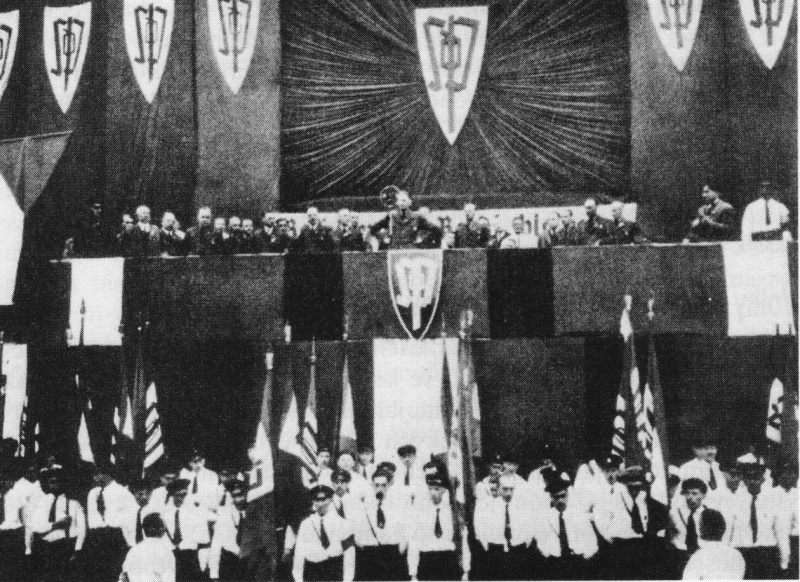
K. H. Frank na sjezdu SdP v dubnu 1938

Dubnový sjezd SdP v Karlových Varech dal vzniknout programu naplňujícímu strategii stanovenou na jednání v Německu – tzv. osm karlovarských bodů. Československá vláda je sice odmítla, protože bylo zřejmé, že tento program je úmyslně formulován ostře a zároveň nejednoznačně a otevírá tak prostor pro stupňování požadavků, ale nebránila se dalšímu jednání. Kompromisní československý návrh, resp. jeho první verze, byl přijat 19. května 1938, ovšem SdP jej odmítla: „...národnostní statut musí být sudetským Němectvem odmítnut, neboť nám nemůže jít o mírové řešení sudetské otázky v rámci československého státu.“ Do dalšího vývoje událostí poté zasáhla květnová částečná mobilizace, která měla z mezinárodního pohledu pro Československo spíše negativní dopad, protože nacistická propaganda se ji snažila vylíčit jako útlak německé menšiny v souvislosti s chystanými obecními volbami. Na druhou stranu se díky nasazení armády v pohraničí podařilo potlačit akce henleinovců a z hlediska vnitřní situace v zemi slavila tato „květnová politika“ úspěch díky manifestaci odhodlání k obraně.
Situace v Československu v létě 1938 byla z pohledu vlády stále ještě příznivá pro pokojné vyřešení vztahů se sudetskými Němci. Čelní představitelé státu se především obávali reakce mezinárodního společenství na případný tvrdý postup vůči radikálům, který by využila nacistická propaganda. V tomto kontextu je zřejmé, proč také v srpnu přijali britský návrh na zprostředkovatelskou misi lorda Runcimana. Tato mise však nebyla britskou vládou zamýšlena jako objektivní a měla sloužit především k dohodě s Hitlerem. Do nátlaku na Československo se Britům podařilo přimět i Francii s poukazem na garantovanou britskou pomoc. Československo se sice snažilo vycházet všem návrhům vstříc, ale zároveň probíhaly intenzivní vojenské přípravy – nejen proti útoku wehrmachtu, ale i proti povstaleckým aktivitám henleinovců.
Na jaře a v létě 1938 sílila také Sudetoněmecká strana. Ze 770 tisíc členů SdP v březnu vrostl jejich počet na 1,3 milionu v červenci, což představovalo téměř 41 procent občanů německé národnosti. Rovněž v květnových obecních volbách slavila drtivé vítězství ziskem 88 procent německých hlasů. V květnu také československé úřady povolily existenci pořádkových sil SdP – tzv. ordnery. Měly působit pouze po dobu voleb, ovšem ve skutečnosti se s neoficiálním souhlasem úřadů transformovaly do Dobrovolné ochranné služby (Freiwilliger Schutzdienst, FS). Ta byla organizována po vzoru neblaze proslulých oddílů SA a stala se nástrojem henleinovského teroru.
Lord Walter Runciman zatím podnikal výpravy do Sudet, aby se na vlastní oči přesvědčil o situaci v Československu, o kterém mluvil jako o „prokleté zemi“. Na jeho cestách mu SdP předváděla masové průvody skandující Goebbelsovo heslo: „Lieber Lord, macht uns frei, von der Tsechoslowakei!“ Jeho mise však žádné řešení nepřinášela a Evropou se začaly šířit obavy z možného vypuknutí války. Vyhrocená situace vedla k přímé akci, ke které došlo v důsledku 10. sjezdu NSDAP v Norimberku, pořádaného od 5. do 12. září. Úkolem SdP bylo v této souvislosti zintenzivnit incidenty v pohraničí, pašovat zbraně z Německa či provokovat československé ozbrojené síly. Účelem těchto aktivit bylo poskytnout nacistům argumenty i záminku pro zásah v Československu.

## Vypuknutí povstání – henleinovský puč

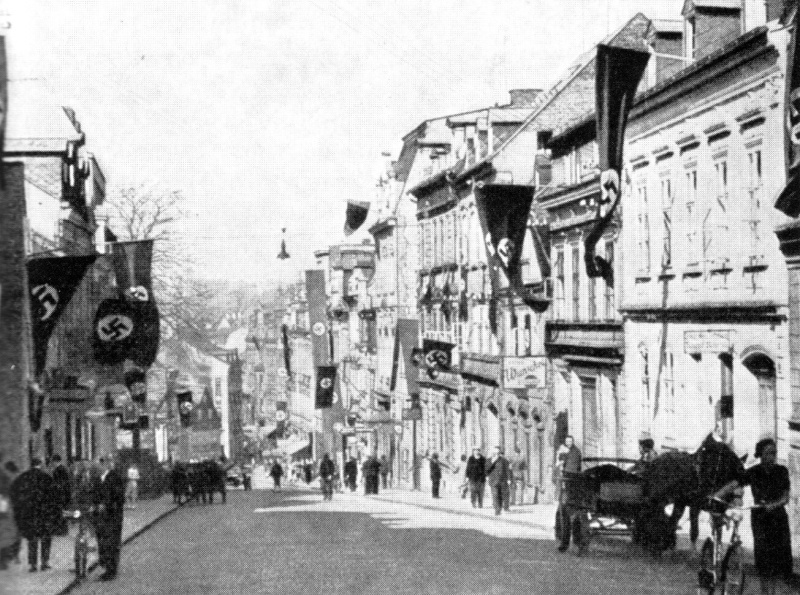
Povstání v Aši

Československé zpravodajské orgány měly již od začátku září indicie o plánované pohotovosti SdP ve dnech 7. až 9. září. Na základě výpovědi funkcionáře SdP z Měděnce v Krušných horách ze dne 10. září bylo zjištěno, že všechny složky strany mají být připraveny na povstání, které mělo následující týden vypuknout ve všech pohraničních krajích se smíšeným osídlením. Byly též známy informace šířené prostřednictvím šeptané propagandy o rozhlasovém projevu Hitlera, který měl signalizovat začátek povstání, jež by posloužilo jako záminka pro intervenci. Rovněž incident v Moravské Ostravě ze dne 7. září, po kterém SdP přerušila kontakty s československými orgány, souhlasil se zpravodajskými poznatky, které tak přispěly k přípravě účinných protiopatření. Zpravodajský rozbor protistátní podvratné činnosti SdP napojené na orgány sousedního státu byl sice 6. září předán Runcimanově misi, ale ze strany západních mocností se Československo žádné významné podpory ani v tomto případě nedočkalo.
Tzv. akční rozkaz z Norimberku obdržely 10. září všechny okresní organizace Sudetoněmecké strany. Jeho obsahem byl pokyn k zahájení demonstrací a provokací, ke kterým následujícího dne skutečně došlo. Další instrukce hovořily o zajištění masové účasti poslechu Hitlerova rozhlasového projevu, který byl vysílán v pondělí 12. září. Hitler v něm zdůrazňoval „utrpení tří a půl milionů soukmenovců“, kteří „nejsou ani bezbranní ani opuštění.“ Po tomto emotivním projevu došlo k vypuknutí skutečného povstání, které naplno propuklo prakticky ve všech větších městech s převahou německého obyvatelstva. Tisícové demonstrace doprovázely akce fanatických henleinovců, kteří plenili české a židovské obchody a útočili na československé ozbrojené složky. Oběťmi zákeřných přepadů byli především muži ze Stráže obrany státu, tj. četníci, příslušníci Finanční stráže a vojáci. Například 13. září došlo k přepadení četnické stanice v Habartově, kde padli čtyři četníci. Boje vypukly i na dalších místech v pohraničí.

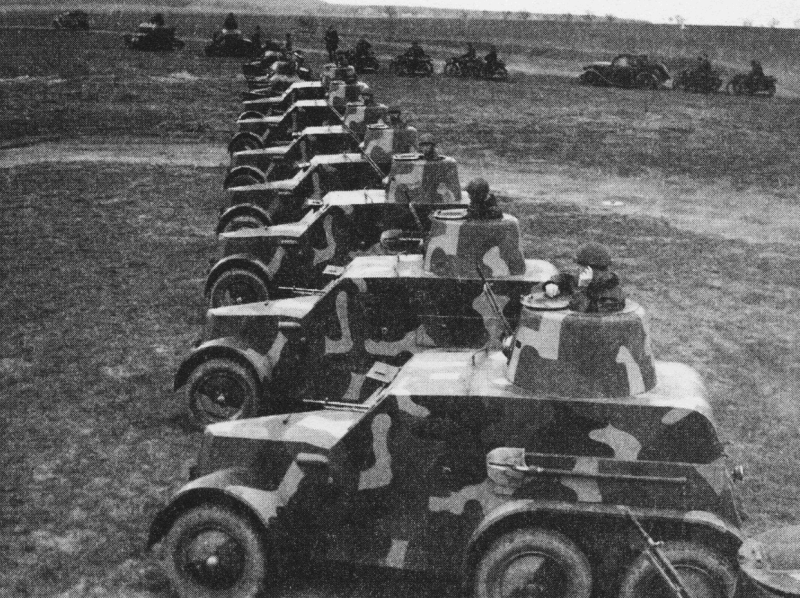
Technika útočné vozby, v popředí obrněné automobily vz. 30

Reakce československých orgánů byla díky předchozí zpravodajské činnosti rychlá a efektivní. Ještě v noci 12. září bylo vyhlášeno stanné právo v nejvíce postižených okresech, 13. září je následovaly další. Kritickou fázi zásahu představoval její začátek, neboť slabé pořádkové síly spadající pod ministerstvo vnitra musely čelit dobře vyzbrojeným povstalcům a navíc musely respektovat různá omezující opatření. Protože dosavadní vojenské pohotovostní oddíly na zvládnutí situace nestačily a z pohraničí přicházely další zprávy o závažných střetech a ztrátách na životech, které by se mohly stát záminkou pro německý útok, došlo po dohodě s politickým vedením ke kompromisnímu opatření v podobě povolání záložníků a vyslání silných motorizovaných jednotek do pohraničí. K. H. Frank požadoval 13. září stažení československých ozbrojených složek, nicméně Henlein neprojevil o jednání s československými orgány zájem a 15. září vyzval sudetské Němce k aktivnímu odporu. Henlein spolu s Frankem vzápětí uprchli do Německa. 16. září 1938 československá vláda zakázala činnost SdP. K potlačení puče přispělo také nasazení obrněných vozidel včetně tanků z výzbroje rychlých divizí útočné vozby (jednalo se o jednotky sestávající z tanků, obrněných automobilů, motorizované pěchoty a dělostřelectva a dragounů), proti kterým se povstalci neměli jak bránit, neboť nedisponovali těžkými protitankovými zbraněmi.

### Incidenty 12. – 17. září

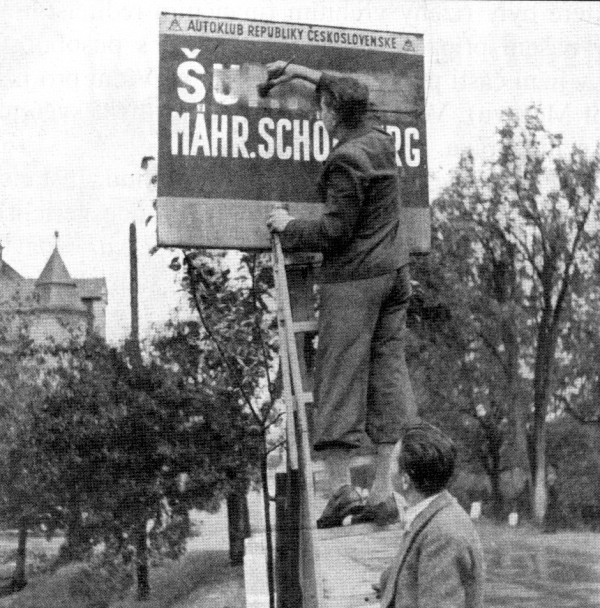
Jedním ze symbolů povstání se staly dvojjazyčné cedule, na nichž henleinovci zamalovávali české nápisy; v tomto případě Šumperk

Pozn.: Tento seznam (stejně jako ostatní v tomto článku) obsahuje pouze vybrané incidenty.
- 12./13. září, Vejprty (Weipert). V noci na 13. září henleinovci odzbrojili místní policisty a uvěznili je spolu s českými pošťáky a železničáři. Přes 300 henleinovců poté zaútočilo na celní úřad, kde však finančníci složit zbraně odmítli, přivolali si na pomoc další družstvo SOS z vejprtské četnické stanice a společně osvobodili všechny zajatce za cenu jednoho postřeleného četníka.[56]
- 13. září, Habartov (Habersbirk). Podrobněji viz Bitva o Habartov. Celkem 8 mrtvých.
- 13. září, Bublava (Schwaderbach). Povstalci obsadili celnici a obklíčili četnickou stanici. Při přestřelce byli zabiti tři četníci.[57]
- 13. září, Krajková (Gossengrün). Povstalci zajali dva četníky a jejich velitele praporčíka Petra Hladíka při přestřelce vážně zranili. Místnímu lékaři se sice podařilo přesvědčit své spoluobčany, aby byl praporčík odvezen do nemocnice, ale ještě před odjezdem byl Hladík postřelen do ruky a jeho žena do břicha. Hladík se v dalších letech podrobil několika operacím a při poslední z nich v roce 1947 zemřel. Krajkovští povstalci také ostřelovali četnický autokar s příslušníky pohotovostního oddílu. Strážmistr Václav Ráž byl zasažen do hlavy (zemřel 14. září), těžce zraněn byl závodčí Antonín Pokora (v nemocnici mu amputovali ruku) a do krku byl zasažen nadporučík Otakar Stehlík. Zraněn byl i jeden četník z dvoučlenné hlídky na motocyklu.[58]
- 13. září, Chodov (Chodau). Henleinovci oblehli četnickou stanici, kterou se snažili vytopit za pomoci místních hasičů. Asistenční jednotka četníků, vojáků a policistů byla následně napadena střelbou, která zranila jednoho strážníka. Němci měli jednoho mrtvého a přes třicet zraněných. Henleinovci byl těžce postřelen i místní školník, německý sociální demokrat.[59]
- 14. září, Cheb (Eger). Policisté prováděli za vojenské asistence domovní prohlídku v hotelech Wälzl a Viktoria. Henleinovci z obou budov zahájili palbu, která zabila jednoho strážníka a dva české železničáře, kteří šli strážníkovi na pomoc, jakož i čtyři nezúčastněné civilisty německé národnosti.[60]
- 15. září, Krajková (Gossengrün). Vojín čs. armády německé národnosti zastřelil pět českých kolegů a po přestřelce spáchal v obklíčení sebevraždu.[61]
- 15. září, Hora Svatého Šebestiána (Sebastiansberg). Hlídka SOS zastavila asi hodinu po půlnoci ordnera na bicyklu, který místo dokladů vytáhl pistoli, zastřelil štábního strážmistra Jana Heřmánka, zbylé dva členy hlídky zranil a následně ujel na německou stranu hranice.[62]

## Sudetoněmecký Freikorps

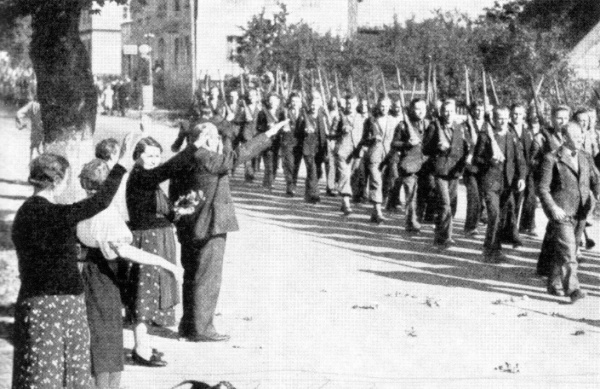
Defilující jednotky Freikorpsu

15. září došlo k poslednímu velkému ozbrojenému střetu a henleinovský puč tak zkrachoval sotva začal, přičemž tisíce sudetských Němců uprchly do Německa. Hitler však nemínil vzdát se možnosti rozvracet Československo zevnitř a vylepšovat si tak své mezinárodní postavení poukazováním na domnělý útlak Němců. Proto se v souladu s dřívějšími plány začal 17. září formovat Sudetoněmecký Freikorps, ozbrojená složka strany, na jejíž organizaci dohlížel přidělenec OKW (vrchního velení wehrmachtu) podplukovník Köchling. Zápis o jednání mezi Hitlerem a Köchlingem uvádí: „...Sudetoněmecký freikorps bude i nadále podřízen Konrádu Henleinovi. Účel: ochrana sudetských Němců a udržování dalších nepokojů a konfliktů. Freikorps bude sestavován v Německu.“
Rozkaz k obnovení rozsáhlých ozbrojených akcí proti Československu vydalo velitelství Freikorpsu v Bayreuthu 19. září. Přímou intervenci z německého území v této fázi povstání začaly podporovat i elitní polovojenské oddíly SA a SS, které obsadily části území na Ašsku a Chebsku. Své aktivity začala naplno rozvíjet též zpravodajská služba Abwehr, která zajišťovala mj. pašování zbraní a provádění diverzních akcí. Rovněž německá armáda zahájila skrytou mobilizaci v rámci příprav na Fall Grün. V této době také došlo ke zhoršení mezinárodní situace Československa, protože Británie a Francie předložily návrh na odevzdání oblastí, které obývá více než 50 % Němců. Tento plán byl sice 20. září odmítnut, ale Hodžova vláda toto rozhodnutí o den později změnila a v důsledku masových demonstrací 22. září podala demisi, načež byla nahrazena vládou generála Syrového.

### Incidenty 18. – 21. září
- 18./19. září, celnice Nové Domy u Aše. První větší akce Freikorpsu, jehož těžce ozbrojená skupina v noci z 18. na 19. září zaútočila ručními zbraněmi a granáty německé výroby na stanoviště celníků a finančníků, kteří se stáhli, aby střelbou směrem na říšské území nedali záminku k vyvolání mezinárodního incidentu.[66]
- 18./19. září, Bílá Voda (Weißwasser). Henleinovci v noci ostřelovali místní celnici, jejíž osazenstvo nemohlo podle rozkazu palbu opětovat.
- 19. září, Horní Malá Úpa (Ober Kleinaupa). Přepadena a vypálena celnice. Jeden četník byl zabit, několik četníků a finančníků zraněno, dva odvlečeni do Německa.
- 19. září – další místa útoků: Bartošovice, Mladkov, Železná, Černousy, Znojmo.
- 21. září, Habartice (Ebersdorf). Přepadení celnice v Habarticích: Henleinovci pod velením člena SA začali ve 3 hodiny ráno ostřelovat budovu celnice. Družstvo SOS složené z finančníků a vojáků odrazilo čtyři vlny útočníků po 30 mužích. Na pomoc družstvu dorazil na nákladním automobilu důstojník s 10 vojáky. Němci přišli o 3 mrtvé a 16 zraněných, obránci měli 4 zraněné.[67]
- 21. září – další místa útoků: Petrovice, Nové Domy u Aše, Wies u Chebu, atd. Některé celnice vypáleny, řada příslušníků odvlečena do Německa.[67]

## Eskalace 22. září

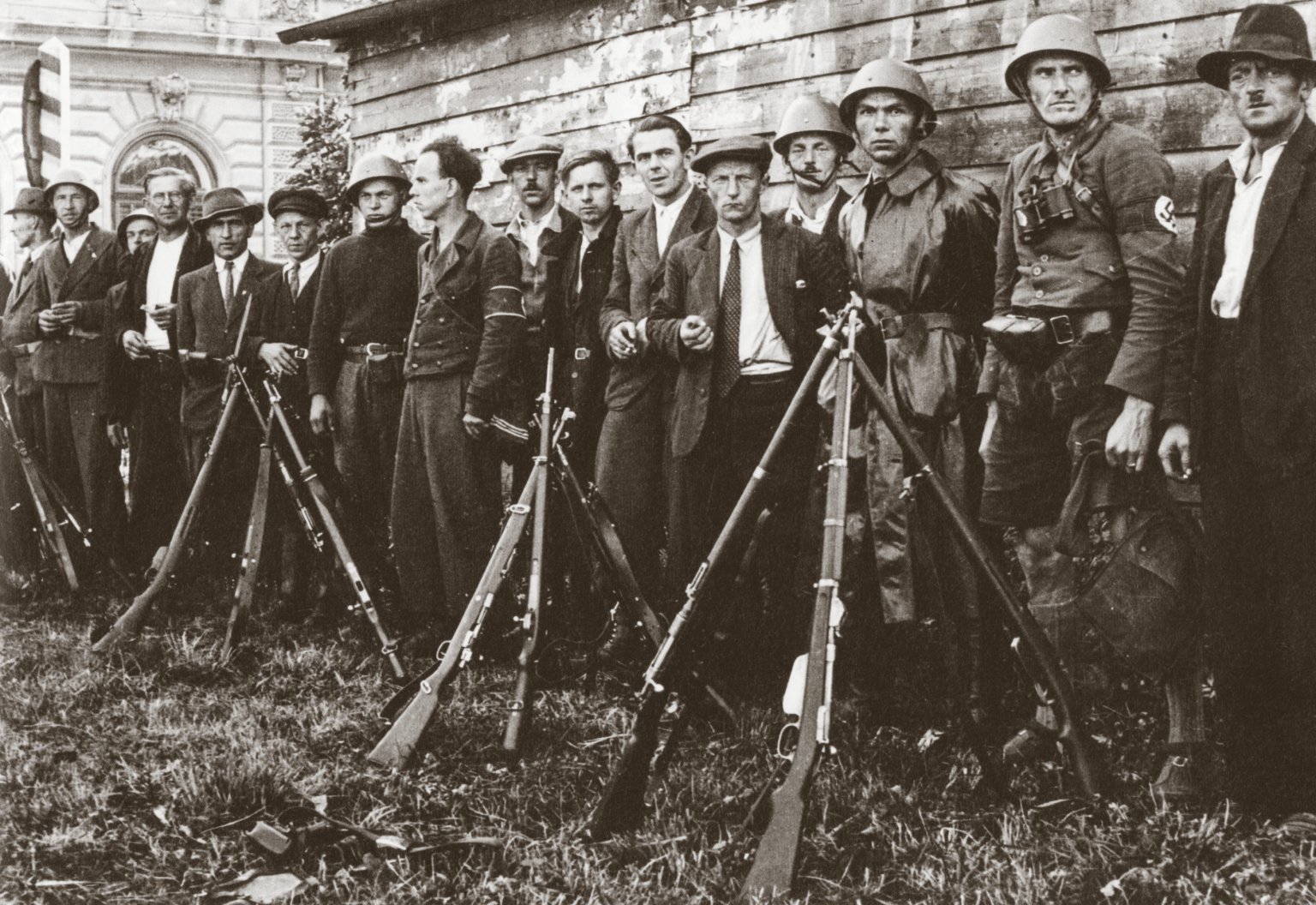
Povstalci ve Varnsdorfu s puškami Mannlicher a vz. 24 a 33

Vážné boje v pohraničí znovu naplno propukly 22. září, nyní prakticky ve všech pohraničních oblastech Čech a Moravy. Docházelo k dalším masakrům a stovky lidí byly násilím odvlečeny do Německa. Nová vláda generála Syrového vyhlásila 22. září odpoledne „ostrahu státní hranice“ následovanou „provedením krytu hranice.“ Došlo k uvedení pohraničního opevnění a předem připravených obranných postavení do bojové pohotovosti.

### Incidenty 22. září
- Liptaň (Liebenthal). Kolem 70 henleinovců obklíčilo četnickou stanici a její osazenstvo odzbrojili, zastřelili spojku SOS na motocyklu a nakonec postříleli i všechny zajatce. Oběťmi byli Rudolf Mokrý, František Čech, Inocenc Dostál, Vítězslav Hofírek, Vilém Lehel a Ludvík Svoboda.[69]
- Anenské údolí u Kraslic (Graslitz). Motorizovaná jednotka Freikorpsu sestávající ze čtyř osobních automobilů (s celkem 20 pasažéry) a motocyklu se sajdkárou pronásledovala dva německé antifašisty ujíždějící automobilem z Kraslic. Pronásledování ukončil silniční zátaras s příslušníky oddílu SOS v čele s inspektorem Františkem Hovorkou, kteří opětovali palbu henleinovců a 3 z nich zastřelili a 4 těžce zranili. U zadržených Němců byly kromě jiných zbraní nalezeny i pušky a výstroj ukradené „sosákům“ 13. září v Bublavě (viz Incidenty 12. – 17. září).[70]
- Boje o Šluknovský výběžek. Od časných ranních hodin útoky na celní úřad ve Varnsdorfu a SOS v českosaském Švýcarsku. V 10 hodin přijel ze Žitavy vlak s příslušníky Freikorpsu pod vedením poslance za SdP Franze Wernera, kteří obsadili nádraží. SOS se začala stahovat z Varnsdorfu a vojsko (2 neúplné roty III. praporu pěšího pluku 42), které mělo rozkaz nezasahovat, z kasáren v Rubmurku.[71] Vojáci, civilisté a příslušníci SOS vytvořili kolonu chráněnou 3 lehkými tanky vz. 35 a pod palbou povstalců ustoupili směrem ke Krásné Lípě a linii opevnění.[72]
- Dolní Podluží (Niedergrund). Při ústupu z Varnsdorfu byli při doplňování paliva do svých motocyklů přepadeni tři členové finanční stráže varnsdorfského družstva SOS, z nichž byli dva zabiti a jeden těžce zraněn. Zastřelen byl i jeden z henleinovců.[56]
- Vejprty (Weipert). Ordneři a příslušníci SA a SS v počtu kolem 300 mužů zaútočili, podporováni palbou kulometů, na celní úřad a kasárna finanční stráže. Pomocný dozorce Josef Kloub padl, další dozorce byl těžce zraněn. Němci sice zajali asi 30 četníků, ale i oni utrpěli ztráty a již následujícího dne byly Vejprty dobyty zpět.[56]
- Vidnava (Weidenau). Několik stovek příslušníků Freikorpsu obsadilo město. Dva finančníci padli, další příslušníci SOS byli zajati. Němci měli jednoho mrtvého.[73]
- Velká Kraš (Groß Krosse). Henleinovci zatarasili koleje a ostřelovali vlak s finančníky, četníky a civilisty z Vidnavy. Exploze granátu nesprávně hozeného jedním z finančníků zabila dva a zranila 14 Čechů.[74]
- Hrádek nad Nisou (Grottau). Asi 200 členů Freikorpsu zaútočilo na místní Lidový dům. Družstvo SOS se zde bránilo pět hodin, zabilo dva a zranilo 50 útočníků, kteří se nakonec museli stáhnout.[75]
- Heřmanice (Hermsdorf). Ordneři zastřelili neozbrojeného učitele Otakara Kodeše. V noci z 22. na 23. září pak zaútočili na místní celnici a družstvo SOS.[76]
- Hnanice (Gnadlersdorf). Na 200 henleinovců zaútočilo na celnici bráněnou 12 finančníky a 5 vojáky, kteří po počáteční úspěšné obraně ustoupili. Budovu dobyl zpět pohotovostní oddíl a 2 družstva SOS, ale 26. září se jí opět zmocnili Němci, kteří za to však zaplatili značnými ztrátami – celkem až 24 mrtvými a 37 zraněnými. Ztráty utrpěli i Čechoslováci.[75]
- Další místa útoků: Bartošovice v Orlických horách, Libná, Zdoňov, Horní a Dolní Adršpach, Janovice, Hodkovice; v jižních Čechách na Českoskrumlovsku, v okolí Vyššího Brodu a Kaplice.

## Boje po mobilizaci
Pro další vývoj událostí v pohraničí bylo klíčové vyhlášení všeobecné mobilizace 23. září, kdy armáda opustila v rámci příprav na obranu státu předpolí a stáhla se na linii pohraničního opevnění. Došlo tak k odvolání několika odvetných akcí, protože hraniční výběžky bez opevnění na severu či západě Čech byly vyklizeny. Vyhlášení mobilizace nebylo zcela v režii Československa, protože hlavní roli zde sehrálo setkání Chamberlaina a Hitlera 22. a 23. září v Godesbergu, z nějž 24. září vzešlo Godesberské memorandum. Poté, co Chamberlain Hitlerovi oznámil souhlas československé vlády s návrhem z Berchtesgadenu, vůdce přednesl nové požadavky. V Hitlerově memorandu z 23. září se objevila argumentace postavená na násilnostech v pohraničí, které byly prezentovány jako akt útlaku na německé menšině. Překvapený Chamberlain poté do Prahy poslal následující vzkaz: „…britská a francouzská vláda nemohou nadále bráti odpovědnost, aby radily Československu nemobilizovat.“
Mobilizace narušila původní předpoklady plánu Fall Grün, který počítal s nečekaným útokem na nepřipraveného, tj. nemobilizovaného protivníka. Hitlerův projev ve Sportovním paláci z 26. září („Nechceme žádné Čechy!“) a následné pokyny Freikorpsu ohledně jeho úkolů po vstupu wehrmachtu do Československa nicméně dokládaly přetrvávající odhodlání zahájit válku i za podmínek ne zcela příznivých pro Německo, protože mobilizovaná československá armáda by představovala nelehkého soupeře.
Kromě sudetských Němců, kteří uprchli do Německa, kde mnozí z nich vstoupili do řad Freikorpsu a vrátili se zpátky, aby bojovali proti československým bezpečnostním složkám, došlo po vyhlášení mobilizace k formování jednotek dezertérů, tzv. zelených kádrů či zelených gard. Ty se ukrývaly v lesích a přepadávaly československé jednotky.

### Incidenty 23. – 30. září

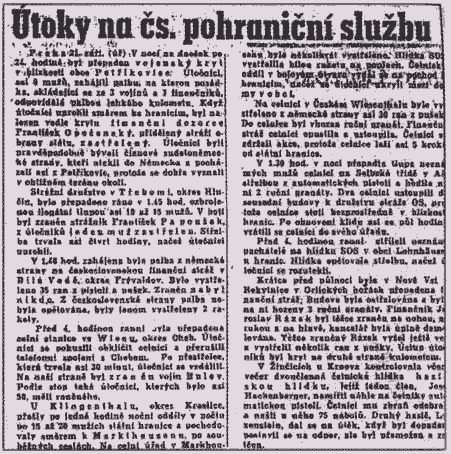
Novinová zpráva o útocích na československou pohraniční službu

- 23. září, Srbská (Wünschendorf). Při přepadení zdejší celnice byli asi půl hodiny po vyhlášení mobilizace zastřeleni tři finančníci a dva příslušnici SOS utrpěli zranění. Po příchodu armády henleinovci uprchli.[79]
- 24. září, Krnov (Jägerndorf). Státní hranici překročily 3 skupiny Freikorpsu. Družstvo SOS v úseku Úvalno zaujalo pozici na mírném návrší a kulometnou palbou zastavilo spolu s obrněným automobilem vyslaným z Krnova další postup Němců.[80]
- 26. září, Brandov (Brandau). Freikorps obsadil místní pobočku Československé zbrojovky, přičemž smrtelně zranili jednoho policistu. Po přísunu posil byli henleinovci vytlačeni.[81]
- 27. září, Brandov (Brandau). Zbrojovku opět ovládli povstalci, kteří zranili pět vojáků. Četa SOS musela ustoupit před stovkami ozbrojenců.[81]
- 27. září, Jindřichohradecko. Při střetu zelené gardy s hlídkou dragounského pluku 8 bylo zastřeleno 7 útočníků.[79]
- 28. září, Načetín (Netschung). Tříčlenná hlídka SOS se bránila asi 60 henleinovcům až do příchodu dalších sedmi „sosáků“. Ustoupivší Němci měli 2 mrtvé a 12 zraněných. U Načetína se bojovalo i 29. září, kdy obklíčenou hlídku SOS vyprostil obrněný automobil.[82]
- 28. září, Horní Lomany (Oberlohma). Po druhé hodině ranní byl u zátarasu SOS poblíž železniční trati zastřelen finančník Rudolf Josiek dvěma příslušníky Freikorpsu, kteří se vydávali za německé sociální demokraty. Protože bylo postavení u Horních Loman večer téhož dne znovu ostřelováno, vyrazili „sosáci“ podporovaní obrněným automobilem do protiútoku, jehož výsledkem byli dva mrtví henleinovci.[83]
- 30. září, Zadní Jetřichovice (Hinterdittersbach). V ranních hodinách došlo ke střetu 6 „SOSáků“ se skupinou příslušníků wehrmachtu, SA a SS. Němci měli několik mrtvých a raněných, Čechoslováci jednoho zraněného vojína.[84]

## Střety s jednotkami SS

### Boje u Libé

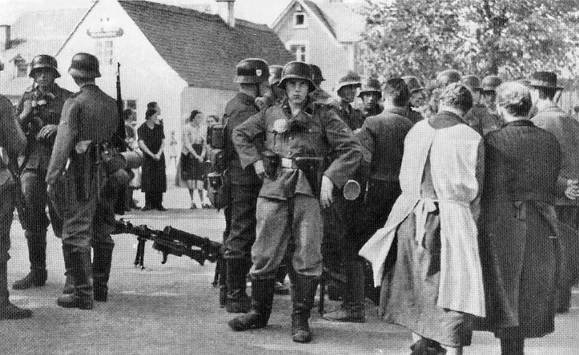
SS v Hazlově dne 26. září 1938

V obavě před zásahem armády na Ašsku začali povstalci 22. září budovat tzv. zajišťovací linii (Sicherungslinie) sestávající především z překážek na silnicích od obce Hazlov (Haslau), důležitého dopravního uzlu komunikací (včetně železnice) vedoucích do Aše. Protože se odtud československé jednotky stáhly směrem na Františkovy Lázně, Němci Hazlov 24. září večer obsadili. Dalším důležitým bodem linie byla obec Libá (Liebenstein) a dva kilometry vzdálený statek Sorkov (Sorghof), ležící u státní silnice na Cheb. Statek obsadila tři družstva SOS podporovaná dvěma lehkými tanky a několika ozbrojenými Němci z Chebu, mladými sociálními demokraty. Před Libou byl rozmístěn Freikorps a obě strany se navzájem ostřelovaly. 25. září odpoledne se oba tanky vydaly směrem k obci, přičemž palbou z kulometů zničily dvě osobní auta henleinovců, kteří zahájili palbu z těžkého kulometu z lesa u silnice a na tanky házeli bez většího účinku ruční granáty. Kvůli technickým potížím jednoho tanku se oba stroje vrátily k Sorkovu. Rozhodný odpor malé jednotky SOS u Libé vyvolal na Ašsku paniku a další sudetští Němci raději odešli na druhou stranu hranice. Friedrich Putz, bývalý nadporučík rakousko-uherské armády, poté učitel a nyní velitel povstalců na zajišťovací linii, žádal o posily s odůvodněním, že „má jen 700 mužů a tři kulomety.“ Nacistické vedení proto vyslalo na zajišťovací linii nejen další příslušníky Freikorpsu, ale i jednotky SS, konkrétně dvě roty SS-Verfügungstruppe (dispoziční oddíly), které se 26. září zakopaly u Libé a po dva dny docházelo k přestřelkám s obránci statku, kteří se 28. září večer stáhli směrem na Františkovy Lázně. U Libé bylo také zpoza německé hranice stříleno protitankovými kanóny na československé obrněnce.

### Další incidenty s účastí SS
- K přímému boji mezi čs. vojáky a „sosáky“ na straně jedné a německými četníky a příslušníky SS na straně druhé došlo i v Pomezí nad Ohří (Mühlbach).[86]
- Pomezná (Markhausen). 21. září kolem jedné hodiny překonalo několik desítek ozbrojenců hraniční závoru a zahájilo palbu na celní úřad. Osvětlovací raketa vypálená obránci odhalila mezi útočníky uniformy příslušníků SS, kteří následně ustoupili zpět za hranici.[87]

## Boje o Hardeggskou celnici

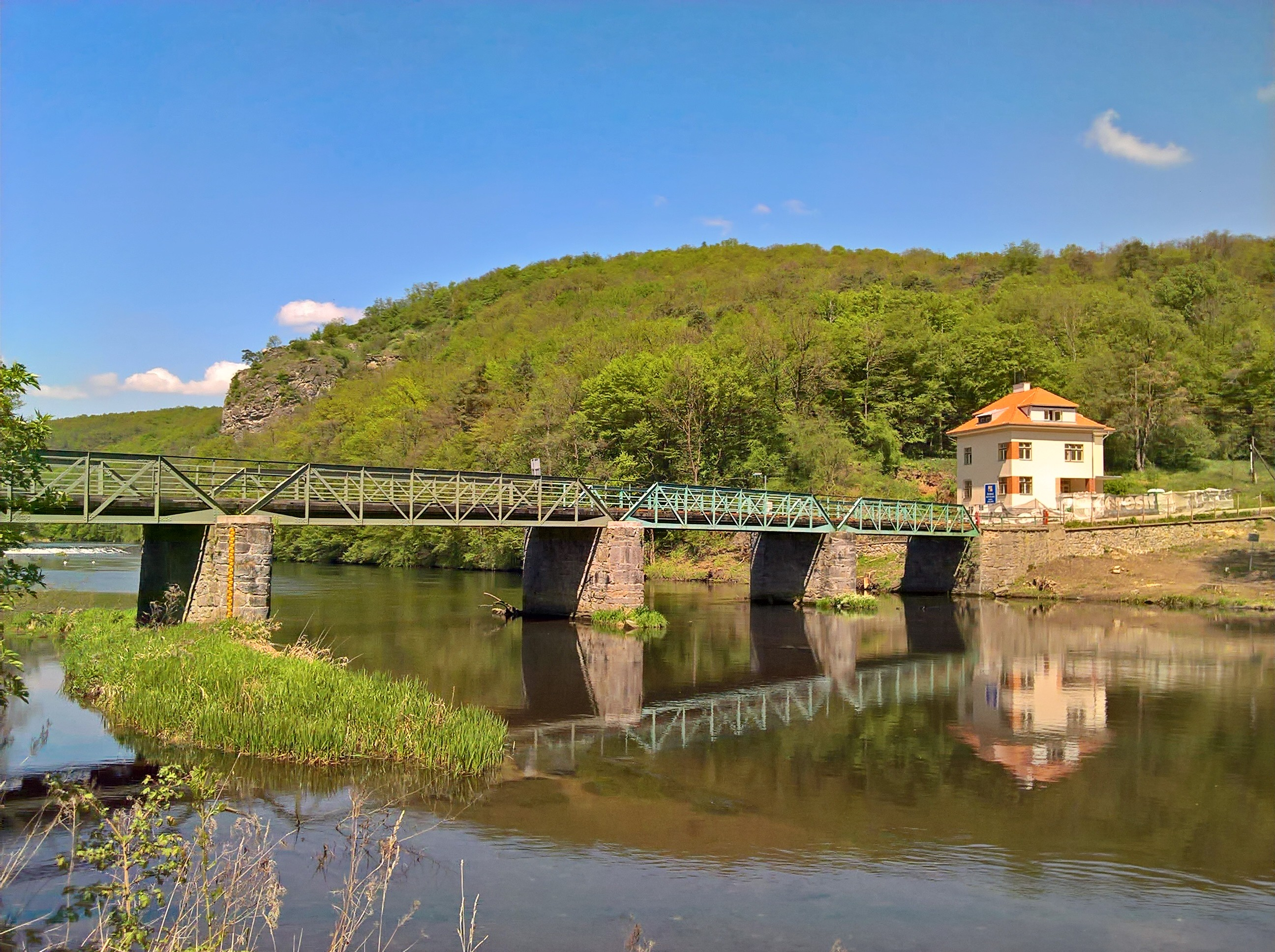
Most spojující Čížov a Hardegg, vpravo budova celního úřadu

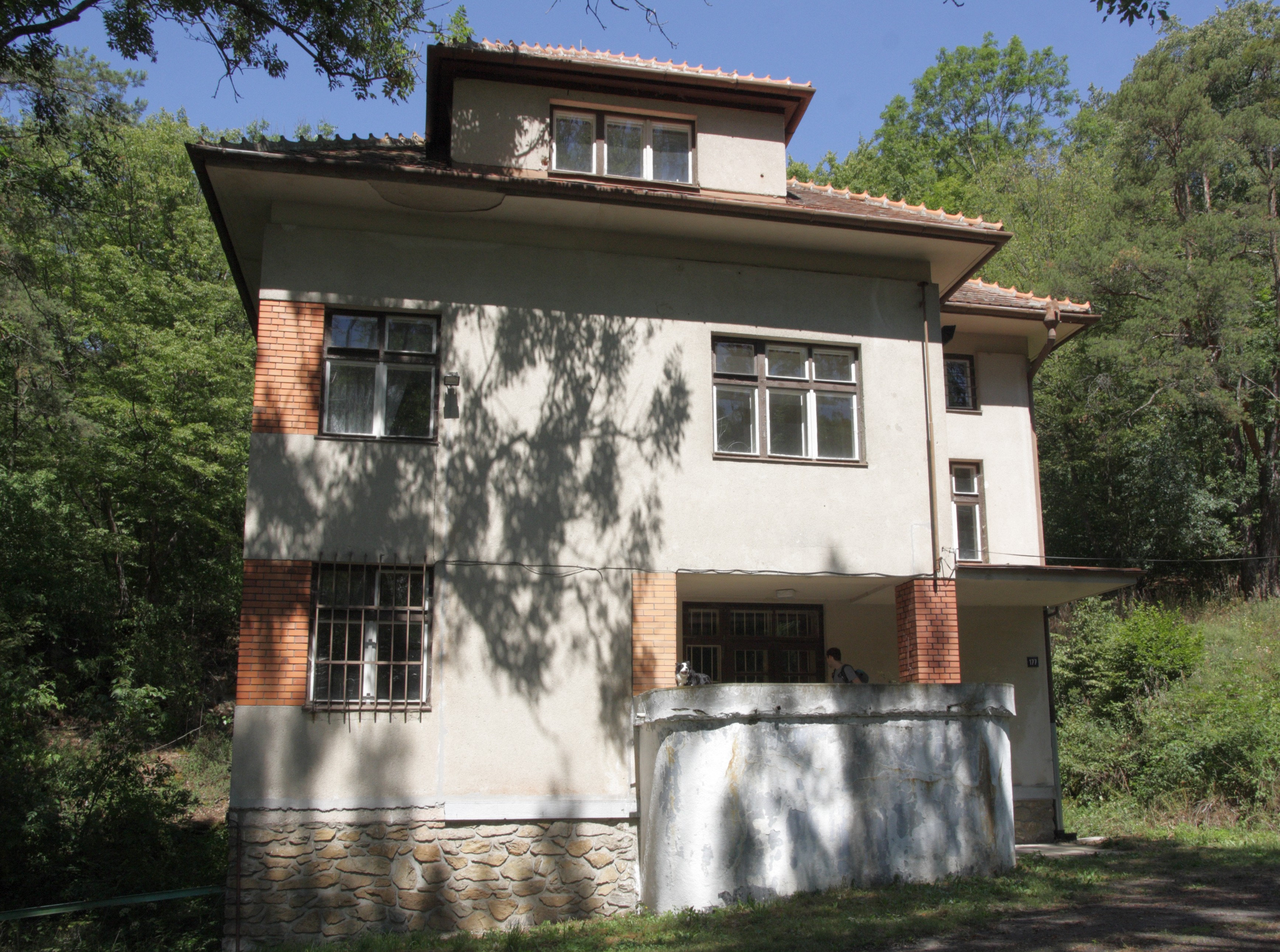
Budova celního úřadu u Hardeggského mostu.

Most přes Dyji u hraničního přechodu Čížov–Hardegg byl po vyhlášení všeobecné mobilizace dne 23. září podminován a připraven k odstřelu, přičemž došlo k částečné demontáži mostovky. V těsné blízkosti mostu, zajištěného závorou Ippen, byla v roce 1937 postavena budova celního úřadu, jejíž součástí byla jedna bastionová pevnůstka, maskovaná pod vrstvou omítky jako balkon. Obranu přechodu podporovala také linie tzv. „řopíků“, objektů lehkého opevnění nového typu (vzor 37). Před celnicí byla vybudována souvislá protitanková překážka ze dvou řad ocelových rozsocháčů, doplněná překážkou z ostnatého drátu. Ozbrojené střety zde trvaly s přestávkami od 25. září do 5. října 1938. Celní úřad bránilo družstvo SOS pod velením Karla Tojšla, které při jeho obraně mostu podporovala palba z linie lehkého opevnění. Útoky freikorpsu byly zpočátku podporovány kulometnou palbou jednotek německé armády, které se později podle svědectví Karla Tojšla přímo zapojily do probíhajících bojů. Navzdory mnoha pokusům o překročení Dyje se československým obráncům podařilo ubránit hraniční přechod až do vydání této oblasti v rámci posledního pásma záboru. Němci zaplatili svůj pokus o dobytí hraničního přechodu až 22 mrtvými, zatímco obránci měli 4 lehce zraněné.

## Mnichov a konec povstání

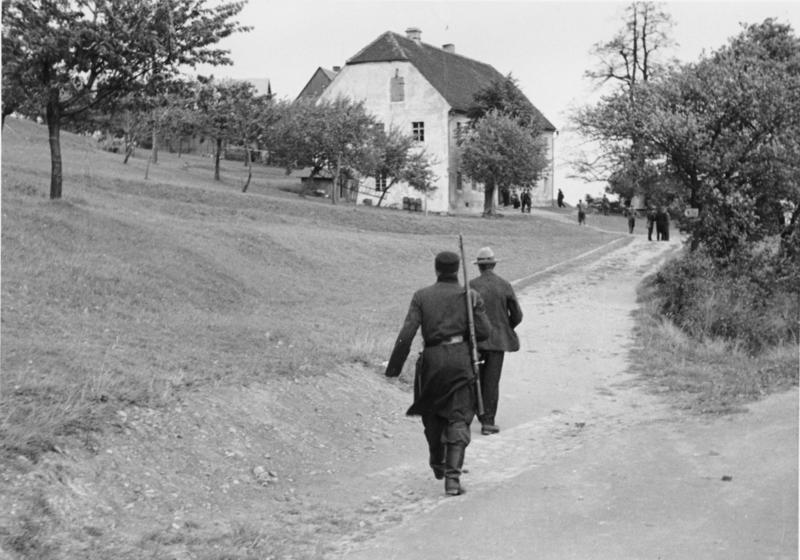
4. října, Nové Sedlo (Neusattl). Člen Freikorpsu vede „podezřelého“

Chamberlainovo ujištění z 28. září o tom, že Hitler může dostat vše, co žádá, bez války, ještě o necelý rok pozdrželo vypuknutí dalšího konfliktu v Evropě. Bleskový vývoj událostí v následujících dvou dnech poté definitivně zmařil veškeré naděje Čechoslováků na pomoc spojenců v boji se silnějším nepřítelem a přivodil historické trauma mnichovského diktátu či zrady. Intervence Německa a jeho polovojenských oddílů skončila zároveň s odstoupením pohraničí, které začalo již 1. října, tedy v den plánovaného zahájení útoku podle Fall Grün. Ojedinělé střety mezi Němci a ustupujícími československými jednotkami však pokračovaly i po Mnichovu – například v Českém Krumlově nebo Moravské Chrastové.

### Incidenty 1. – 31. října
- 1. a 2. října, boje v Českém Krumlově si na čs. straně vyžádaly i nasazení tanků a obrněného vlaku.[89]
- 19. října, Želechovice. Padli čtyři příslušníci Stráže obrany státu.[90]
- 31. října, Bitva o Moravskou Chrastovou. Obec obsadilo několik stovek sudetoněmeckých povstalců s cílem připojit se k Německu. Československá armáda následně za cenu čtyř padlých vojáků provedla úspěšný protiútok.[90]

## Ztráty
Historik Pavel Šrámek uvádí za měsíc září celkem 69 padlých příslušníků československých ozbrojených složek v českých zemích a v říjnu 26 mrtvých. Podle styčného důstojníka OKW provedl Freikorps do 1. října celkem 164 úspěšných a 75 neúspěšných akcí za cenu 52 padlých, 65 zraněných a 19 nezvěstných, zatímco československé ztráty měly činit 110 mrtvých, 50 zraněných a 2029 zajatých. Profesor Jiří Frajdl uvádí německé ztráty kolem 200 mrtvých.

## Hodnocení událostí
| „             | „Druhá světová válka začala v září 1938 bojem o československo-německé pohraničí. Nejen proto, že z právního hlediska bylo Československo první zemí, která se s Německem dostala do válečného stavu. Na hranici s Německem tehdy plála skutečná válka se vším, co k ní patří. S mrtvými, válečnými zajatci, s pleněním, požáry, destrukcemi. Obránci Československa z roku 1938 se tak stali prvními hrdiny druhé světové války.“ | “ |
| — Emil Hruška | |   |

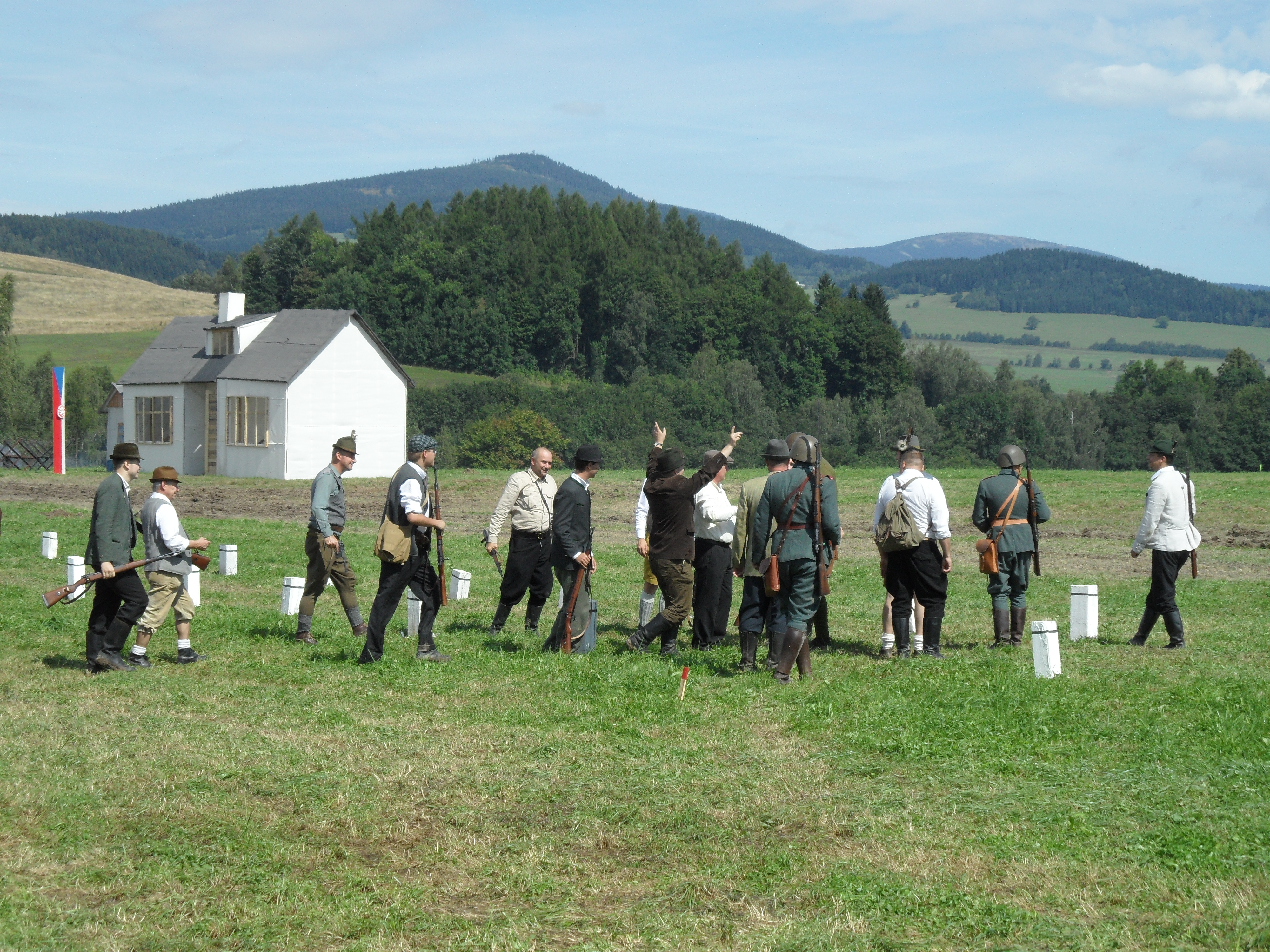
Sudetoněmečtí ozbrojenci – Akce Cihelna 2014, historická ukázka na téma „MOBILIZACE 1938“

Rovněž Václav Motl připomíná začátek druhé světové války 1. září 1939: „Pro naši zemi však válka s Německem začala již o rok dříve. Tato válka měla své oběti. Své padlé. A rozpoutala mohutnou uprchlickou vlnu, jakou novodobá Evropa předtím nepoznala.“ Vladimír Bružeňák a Josef Macke uvádějí, že střety Freikorpsu s oddíly Stráže obrany státu na Ašsku a Chebsku prakticky připomínaly válku a podobně tomu bylo i jinde v pohraničí, byť místy s menší bojovou intenzitou. Václav Junek tyto události hodnotí jako „rychle, účinně a jednoznačně vyhranou malou sudetoněmeckou válku.“ Pavel Šrámek rekapituluje boje v československém pohraničí v letech 1938 a 1939 tak, že sice „nedošlo k „velké“ válce, ale po řadu měsíců probíhala válka „malá“, neméně urputná.“